# Toma Yuki
Yuki Toma (sinh ngày 29 tháng 3 năm 1987) là một cầu thủ bóng đá người Nhật Bản.

## Sự nghiệp câu lạc bộ
Yuki Toma đã từng chơi cho Ventforet Kofu.